# Xã Rice, Quận Sandusky, Ohio
Xã Rice (tiếng Anh: Rice Township) là một xã thuộc quận Sandusky, tiểu bang Ohio, Hoa Kỳ. Năm 2010, dân số của xã này là 1.370 người.